# Serednii Uhrîniv, Kaluș
Serednii Uhrîniv (în ucraineană Середній Угринів) este localitatea de reședință a comunei Serednii Uhrîniv din raionul Kaluș, regiunea Ivano-Frankivsk, Ucraina.

## Demografie
Componența lingvistică a localității Serednii Uhrîniv
     Ucraineană (98,97%)
     Rusă (1,03%)
Conform recensământului din 2001, majoritatea populației localității Serednii Uhrîniv era vorbitoare de ucraineană (98,97%), existând în minoritate și vorbitori de rusă (1,03%).